# Ciprian Tătărușanu
Anton Ciprian Tătărușanu (n. 9 februarie 1986, București, România) este un fotbalist român retras din activitate, care a jucat pe post de portar la echipe ca Steaua București, Juventus București și Gloria Bistrița. Pe plan internațional, are prezențe la națională pentru România Sub-21 și România.

## Carieră
Primul său meci în Liga I l-a jucat pe data de 23 mai 2007, în meciul Unirea Urziceni - Gloria Bistrița, rezultat final 0–1. A ajuns la Steaua în schimbul sumei de 1.500.000 de euro, fiind astfel cel mai scump portar transferat în campionatul României.
Tătărușanu a debutat în Europa League pe data de 16 iulie 2009 în victoria Stelei cu 2-0 în fața echipei Újpest FC. Pe 2 august 2009 a jucat primul meci în Liga I în tricoul Stelei împotriva clubului Ceahlăul Piatra Neamț, câștigat cu scorul de 2–0. Pe 19 august 2010, a apărat două penalty-uri în cadrul Play-offului Europa League (cele executate de Boris Smiljanić și Endogan Adili). Pe 21 februarie 2013, în faza șaisprezecimilor Europa League, Ciprian Tătărușanu a fost din nou decisiv la loviturile de departajare contra olandezilor de la Ajax Amsterdam, apărând penaltiul executat de Lasse Schöne, și calificând-o pe Steaua București în optimile Europa League. Conform lui Florin Tene, „Tătărușanu e printre puținii portari care-și domină adversarul la 11 m. El așteaptă, nu pleacă, sunt foarte puțini portari care nu pleacă înainte.”
La echipa națională a României a debutat la data de 17 noiembrie 2010, într-un meci amical împotriva Italiei..
La începutul anului 2014, a refuzat să-și prelungească contractul cu Steaua București, care urma să expire în vară, și pe 9 iunie 2014 el a semnat un contract pe 5 ani cu echipa italiană ACF Fiorentina.
După trei ani și jumătate la Fiorentina, a semnat în vara lui 2017 cu FC Nantes în prima ligă franceză. Acolo, a fost lăudat încă de la început, și a reușit o serie de 4 meciuri (373 de minute) fără gol primit.

## Palmares
Steaua București
- Liga I (2): 2012-2013,[9] 2013-2014
- Cupa României (1): 2010-2011[10]
- Supercupa României: 2013